# Tianjin Xiali

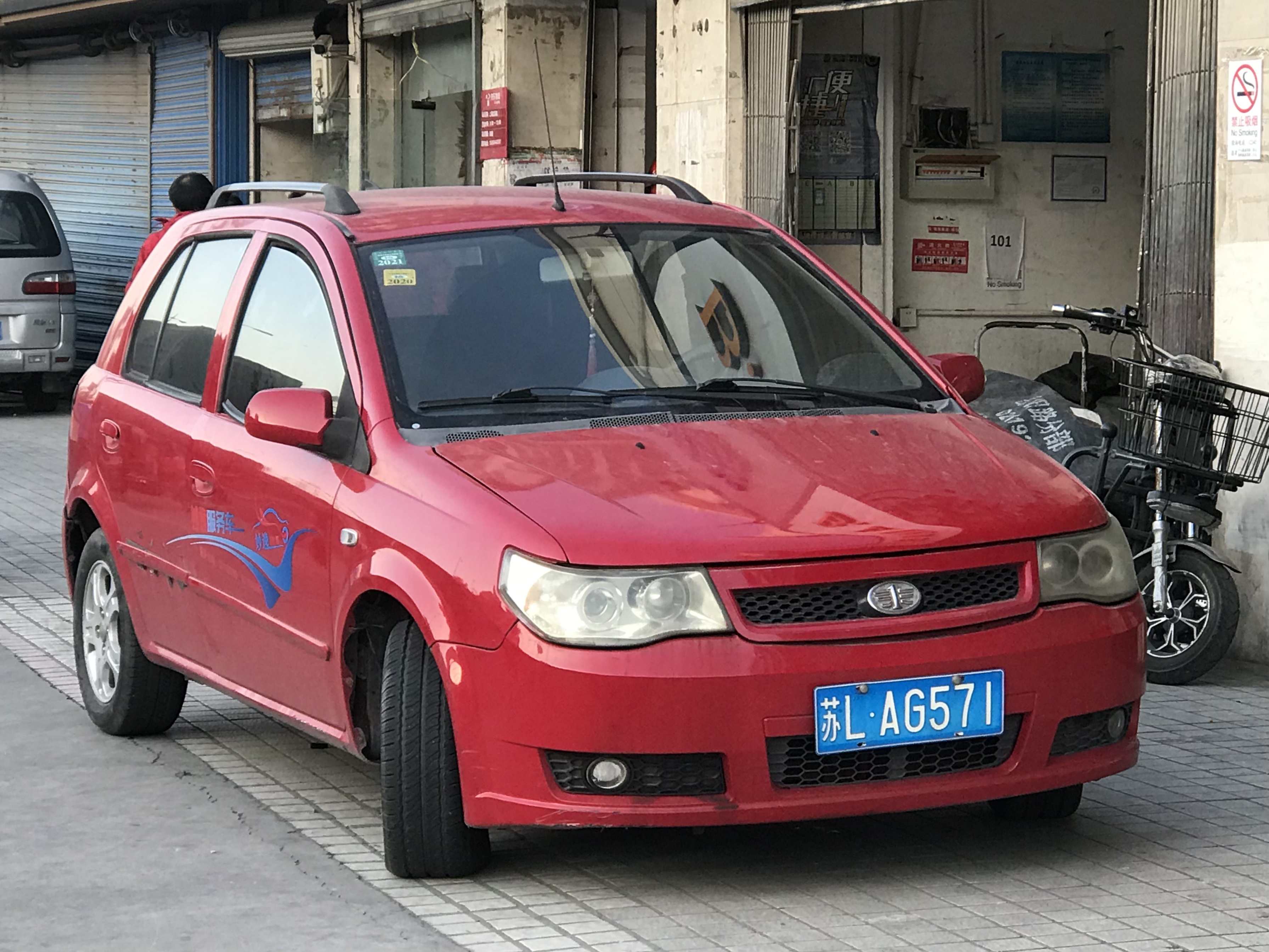
FAW Tianjin Weizhi

Tianjin Xiali (Tianjin FAW Xiali Automobile Co., Ltd.) – chiński producent samochodów osobowych należący obecnie do grupy FAW, z siedzibą w Tiencinie.
Przedsiębiorstwo zostało założone w 1988 roku pod nazwą Tianjin Micro-Car Factory, a w 1997 zrestrukturyzowane (jako Tianjin Automobile Xiali Co., Ltd.).

## Zestawienie modeli
- 1987-1999: Xiali TJ 7100
- 1987-1999: Xiali TJ 7100 A
- 1999-2002: Xiali TJ 7100 U
- 1999-2002: Xiali TJ 7130 UA
- 2000-2005: Xiali A
- od 2000: Xiali A+
- od 2008: Xiali B
- od 2008: Xiali B+
- od 2008: Xiali N3
- od 2008: Xiali N3+
- od 2009: Xiali N5
- od 2002: Xiali Vela
- od 2002: Xiali Vizi
- od 2007: Xiali Weizhi

## Galeria

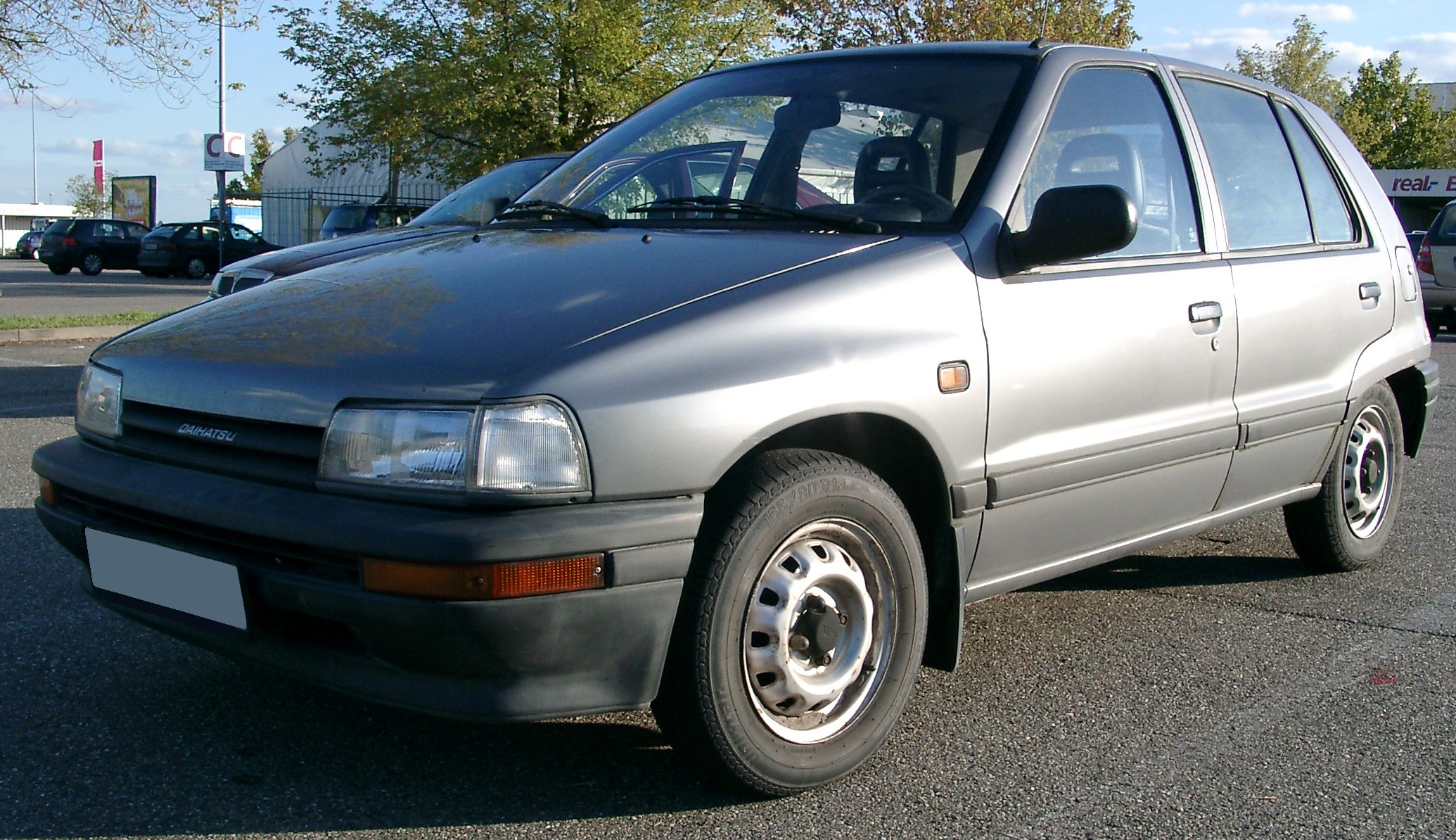
Xiali TJ 7100 夏利TJ7100 1987-1999
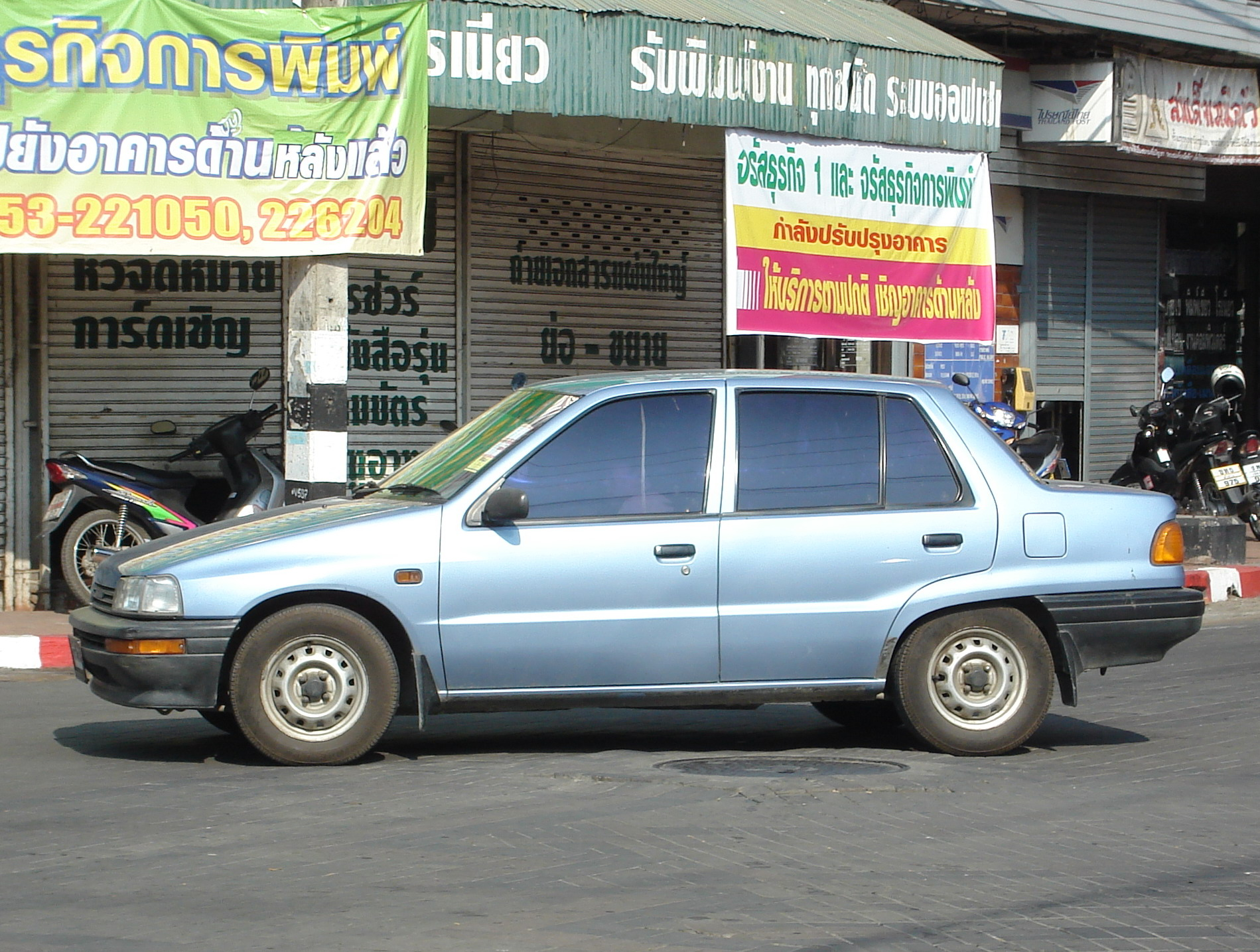
Xiali TJ 7100 U 夏利TJ7100U 1987-1999
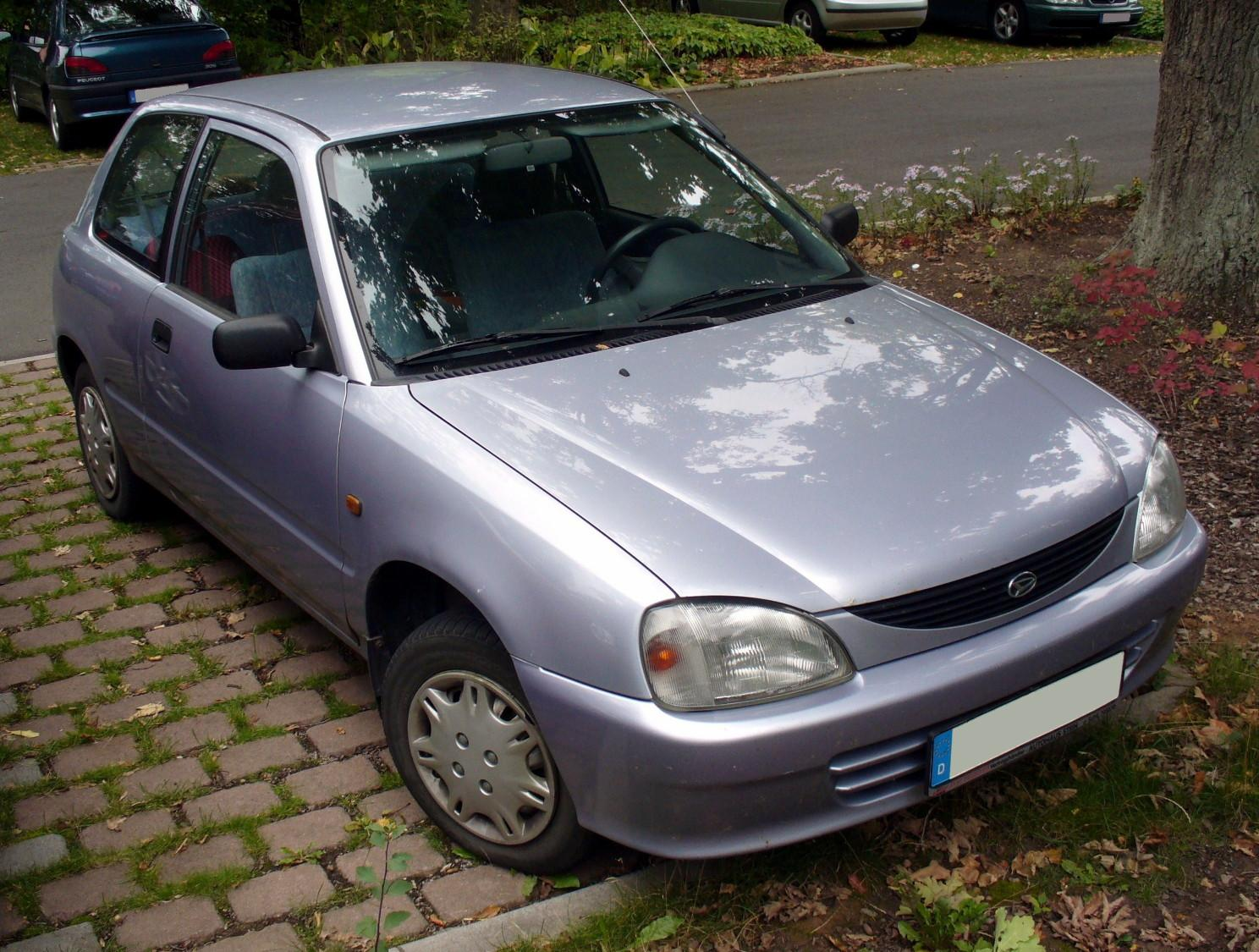
Xiali TJ 7100 A 夏利TJ7100A 1999-2002
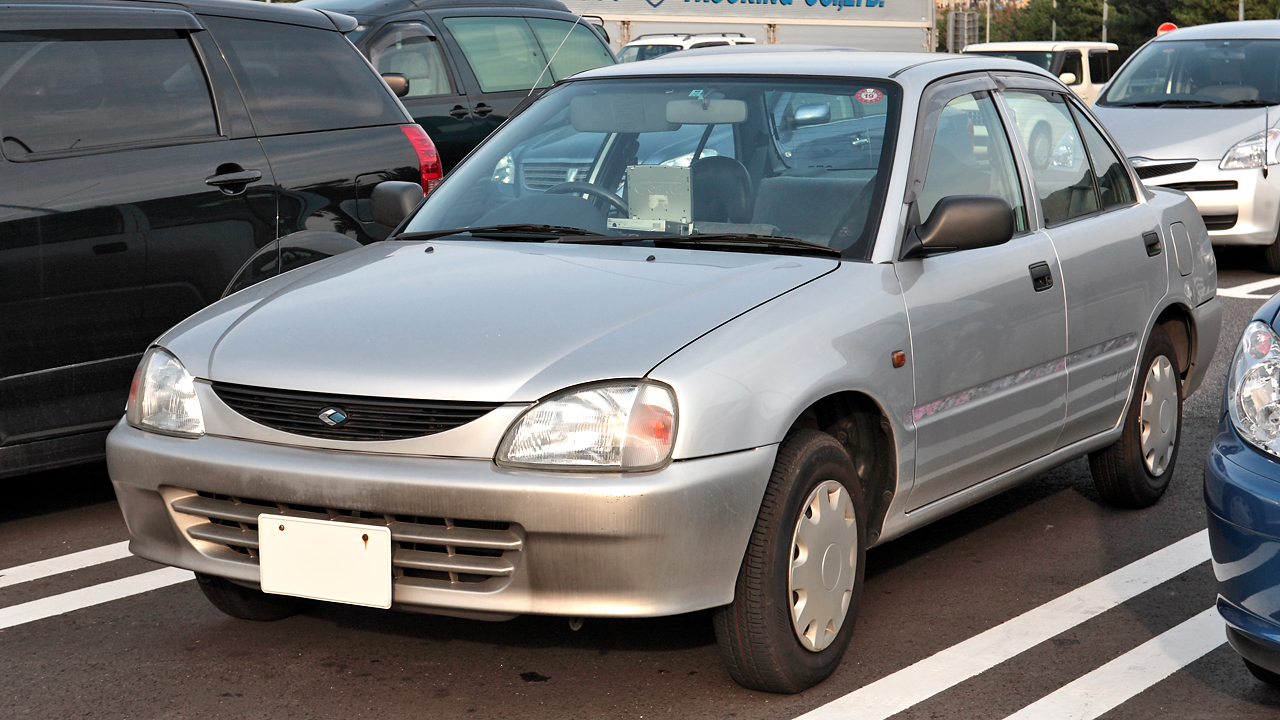
Xiali TJ 7130 UA 夏利TJ7130UA 1999-2002
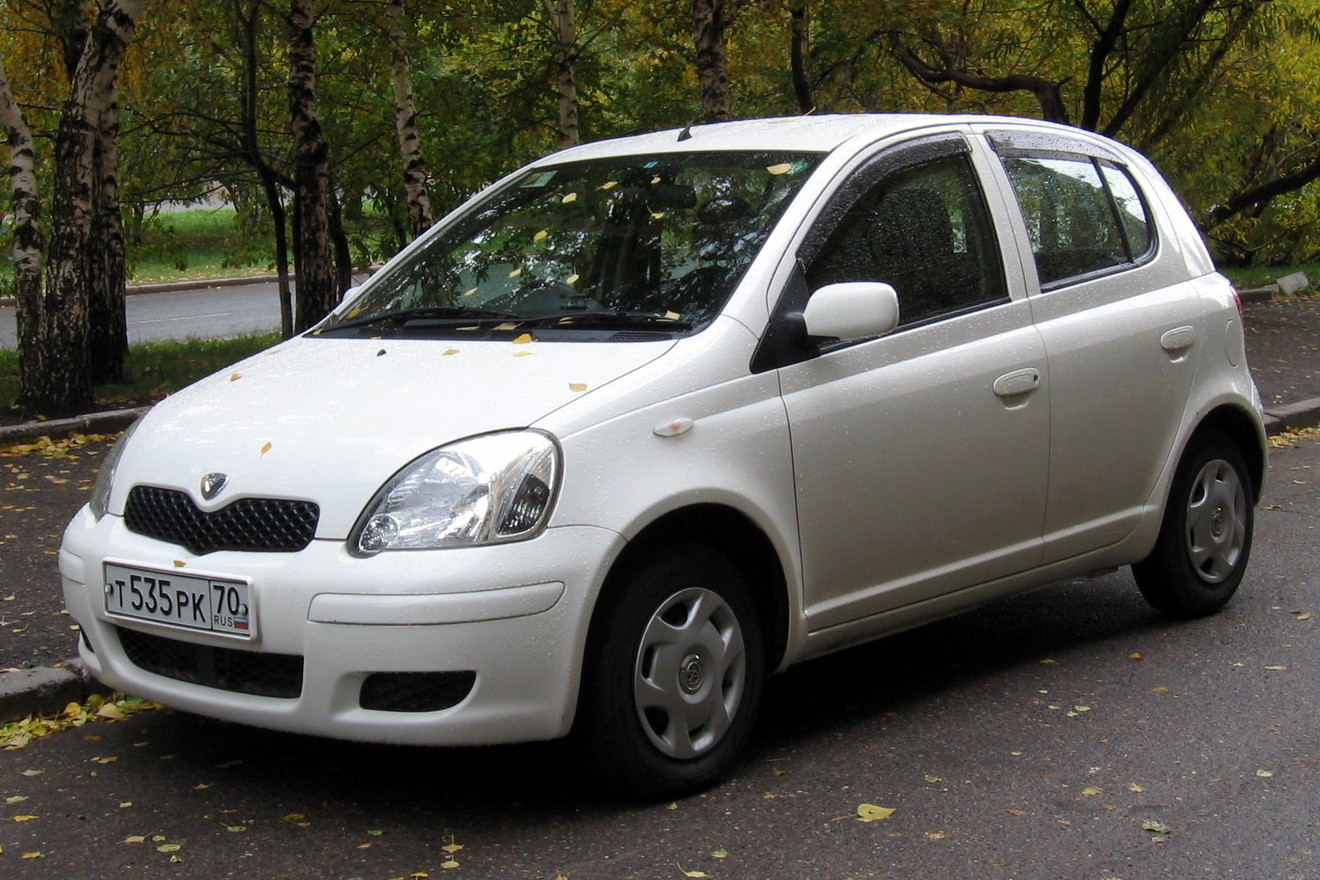
Xiali Vizi 夏利威姿 od 2002
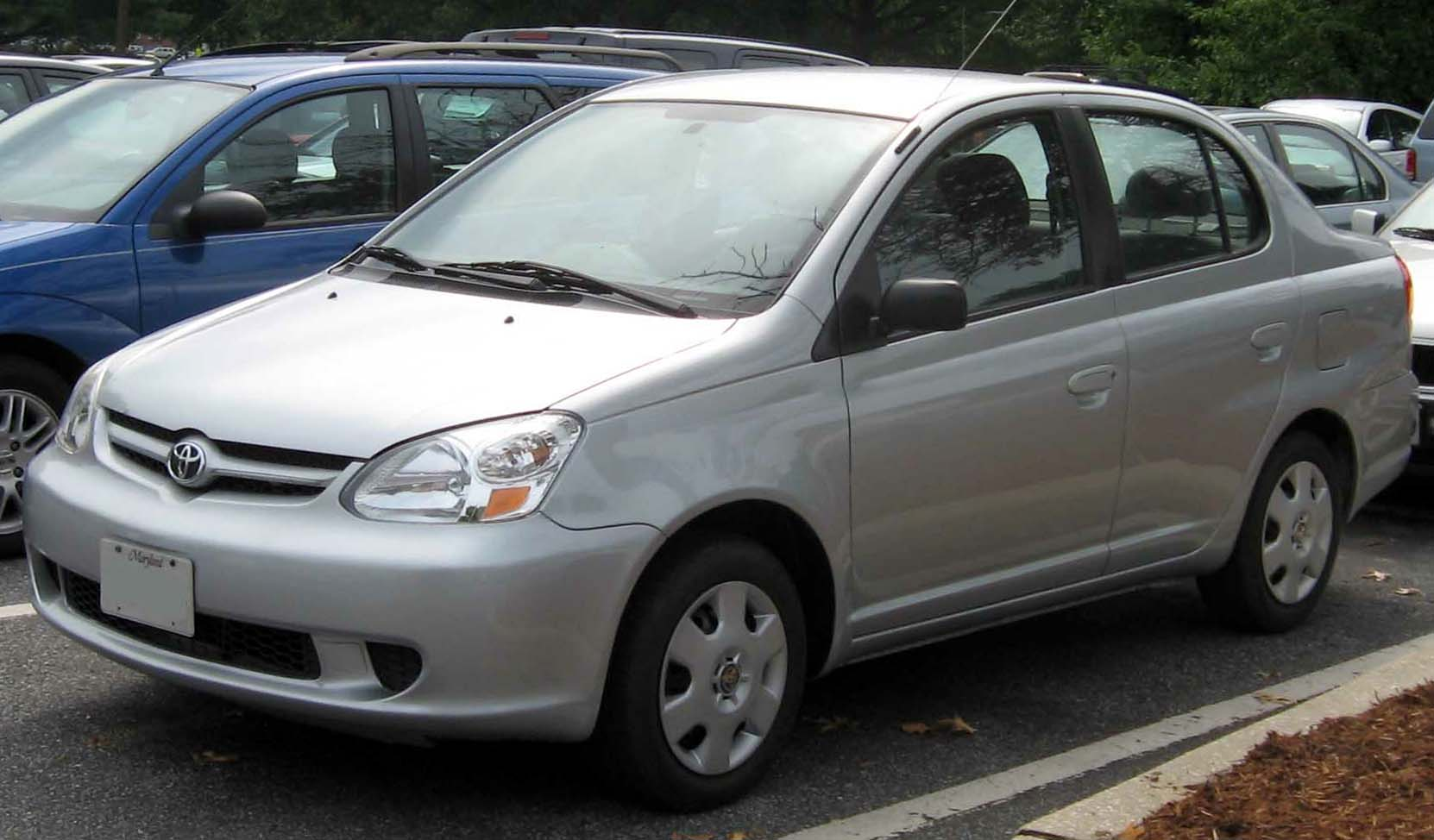
Xiali Vela 夏利威乐 od 2002
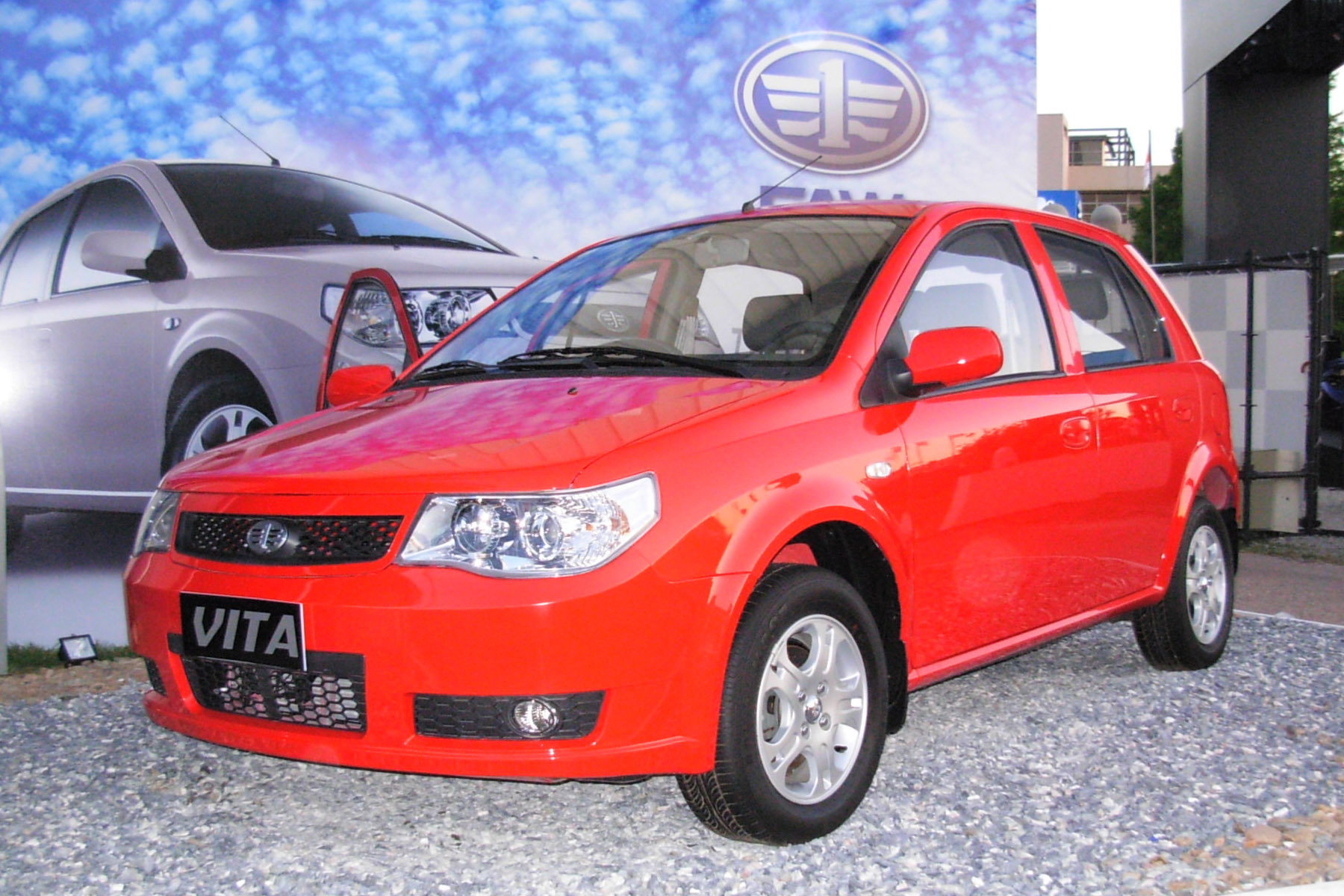
Xiali Weizhi 夏利威志 od 2007
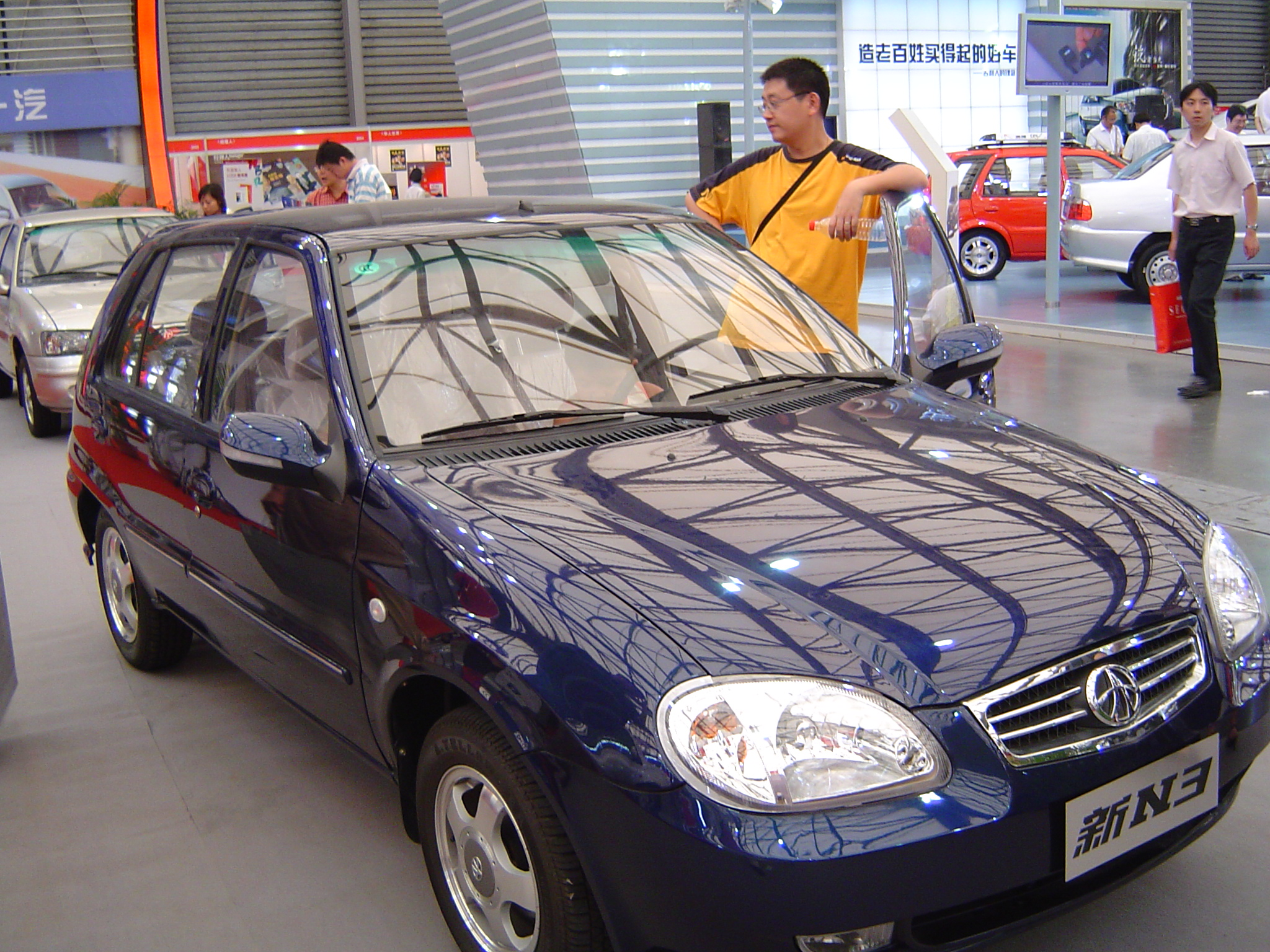
Xiali N3 夏利N3 od 2008